# Super Rugby AU
Pour les articles homonymes, voir Super Rugby (homonymie).
Le Super Rugby AU (ou Super Rugby Australia) est une compétition de rugby à XV organisée par la Fédération australienne. Elle réunit l'ensemble des équipes australiennes de Super Rugby.
Initialement, la compétition supplante la saison 2020 de Super Rugby, qui avait été suspendue en mars en raison de la pandémie de Covid-19. Son organisation est finalement reconduite, en tant que phase préliminaire nationale de la saison 2021 de Super Rugby.

## Histoire

### Création du nouveau championnat
À la suite de la pandémie de Covid-19, la saison 2020 de Super Rugby est d'abord suspendue, puis tout simplement annulée. Rapidement, l'idée de confrontations entre franchises d'un même pays comme alternative fait son apparition. La Fédération australienne de rugby à XV (Rugby Australia), dont la survie financière dépend des droits télé, annonce la création d'une compétition domestique à huis clos qui débutera le 3 avril 2020. Alors que les joueurs avaient repris le chemin de l'entraînement en vue de la première journée, le gouvernement australien décide de durcir les règles pour endiguer la propagation du Covid-19 et interdit toutes les activités non essentielles,. Son lancement est finalement reporté au 3 juillet 2020,,,,,,. Évincée du Super Rugby en 2017 faute de résultats, la Western Force est intégrée à la compétition,. Après avoir envisagé un temps leur participation, les Sunwolves sont finalement écartés en raison des contraintes liées à la pandémie de Covid-19 ; ainsi, pour valider la participation japonaise, les joueurs nippons auraient dû passer 14 jours en quarantaine à leur arrivée en Australie, puis trouver une base permanente et y rester 12 semaines.
En parallèle, la Fédération néo-zélandaise de rugby à XV lance son mini-championnat, le Super Rugby Aotearoa.

### Situation de crise à la fédération australienne
La Fédération australienne, dont les finances étaient déjà dans le rouge bien avant la crise sanitaire, est au bord de la banqueroute ; elle décide de mettre au chômage 75 % de son personnel pendant trois mois pour réduire les coûts. Sa directrice générale, Raelene Castle, de plus en plus critiquée pour sa gestion de la fédération qui est plongée dans un marasme sportif et financier,,,,, démissionne le 23 avril 2020,,,. Le directeur de Rugby Australia, Peter Wiggs, pressenti pour être le futur président de la fédération, démissionne en mai 2020. L'instance sportive annonce en parallèle la nomination d'un nouveau directeur général provisoire, Rob Clarke, qui assurera l'intérim en remplacement de Raelene Castle. Le 15 mai 2020, Rugby Australia nomme à sa tête, Hamish McLennan, qui cumule les postes de directeur et président.

### Reconduction sous une nouvelle formule
Dans le cadre de la saison 2021 de Super Rugby, la compétition est à nouveau organisée en tant que phase préliminaire nationale ; le Super Rugby AU et le Super Rugby Aotearoa se jouent ainsi en parallèle, avant une phase finale regroupée,.